# Podwilczyn
Podwilczyn (kaszb. Pòdwilczëno, niem. Podewilshausen) – wieś w Polsce położona w województwie pomorskim, w powiecie słupskim, w gminie Dębnica Kaszubska, na obszarze Parku Krajobrazowego Dolina Słupi i nad jeziorem Rybiec.

## Nazwa
Nazwa miejscowości, wzmiankowana po raz pierwszy w 1780, ma pochodzenie niemieckie i charakter pamiątkowy. Powstała przez zestawienie nazwy osobowej Podewils (upamiętnienie Heinricha von Podewils) z nazwą pospolitą Haus „dom”. Polska nazwa Podwilczyn jest adaptacją fonetyczną pierwszego członu nazwy niemieckiej z formantem -in.
Rada Języka Kaszubskiego proponuje kaszubską formę nazwy Podwilczëno.

## Historia
Miejscowość została założona między 1748 a 1752 w ramach kolonizacji fryderycjańskiej, na gruntach o powierzchni 376 ha wydzielonych przez miasto Słupsk z należącego do niego Lasu Łysomickiego. Gospodarcza wartość tego terenu była nieznaczna, co skłaniało miejski magistrat do rozważań o zasadności zakładania osady w takim miejscu. Pierwsi osadnicy – 16 rodzin – przybyli na początku 1752, przede wszystkim z terenów Meklemburgii, ale także Wielkopolski i Brandenburgii. Wieś rozwijała się z pomocą miasta, które wybudowało tam szkołę i kaplicę, w której posługę duszpasterską pełnił kapłan z Dębnicy. Jako mieszkańcy wsi fryderycjańskiej, mieszkańcy Podwilczyna zostali na przełomie 1794 i 1795 objęci koniecznością opłacania czynszu dzierżawnego i zobowiązani do przygotowania pobliskiej okolicy do użytkowania gospodarczego – przede wszystkim karczowania lasu. Plan osuszenia jeziora Rybiec i przekształcenia go w żyzną łąkę został zarzucony w wyniku protestu osadników, ponieważ groził odcięciem ich od wody pitnej. W 1939 w miejscowości były 52 gospodarstwa.
Miejscowość została opuszczona przez mieszkańców 5 marca 1945, dwa dni przed zajęciem jej przez Armię Czerwoną. Zniszczenia były niewielkie, wysadzono jedynie most nad Kamienną na drodze do Dębnicy Kaszubskiej. W czasie procesu wysiedlania Niemców z terenów przejętych przez Polskę we wsi zatrzymała się kolumna uchodźców z okolic Tylży. 
Po ustanowieniu polskiej administracji Podwilczyn należał najpierw do III okręgu administracyjnego „Pomorze Zachodnie” (14 marca-24 września 1945), do województwa gdańskiego (25 września 1945-27 czerwca 1946), województwa szczecińskiego (28 czerwca 1946-5 lipca 1950), województwa koszalińskiego (6 lipca 1950-31 marca 1975), następnie do województwa słupskiego (1 kwietnia 1975-31 grudnia 1998). Od 1 stycznia 1999 wchodzi w skład powiatu słupskiego w województwie pomorskim.
W latach 1954-1959 wieś była siedzibą gromady Podwilczyn, po jej zniesieniu w gromadzie Dębnica Kaszubska.

## Cmentarz ewangelicki
Cmentarz ewangelicki w Podwilczynie położony jest na wzniesieniu, na północ od centralnych zabudowań wsi, na terenie współczesnego cmentarza katolickiego. Jest to jeden z najlepiej zachowanych cmentarzy ewangelickich w powiecie słupskim. Pomimo częściowej dewastacji przetrwała znaczna liczba nagrobków z czytelnym układem kwater. W kwaterze od strony północnej chowano dorosłych, od strony południowej dzieci. Do 1945 roku w kwaterze dorosłych powstało 9 rzędów nagrobków. Zachowały się różnorodne formy nagrobkowe pochodzące z XIX i XX wieku.